# Cymbocarpum anethoides
Cymbocarpum anethoides là một loài thực vật có hoa trong họ Hoa tán. Loài này được DC. mô tả khoa học đầu tiên năm 1830.